# レーゼドラマ
レーゼドラマ（Lesedrama）は、上演を目的とせず、読まれることを目的に書かれた、脚本形式の文学作品のこと。ブーフドラマ（Buchdrama）とも言う。戯曲の一種とされる。対義語はビューネンドラマ（Bühnendrama）。いずれもドイツ語で、レーゼは「読む」、ブーフは「本」、ビューネンは「舞台の」という意味である。

## 概要
なお、英語におけるクローゼット・ドラマ（Closet drama）は、ほぼ同義の概念である。また、「書斎劇」という漢字語も存在する。シナリオ（映像作品の脚本）の形式で書かれたレーゼドラマを、レーゼシナリオという場合もある。
演劇評論家の岩淵達治は、平凡社世界百科事典に「近年の新しい演劇の試みのなかでの劇空間の拡大、また素朴な演劇性の再発見は、すべてのレーゼドラマの上演を可能にしたが、逆に最近の身体言語による演劇から見ると、従来書かれてきた戯曲はすべてレーゼドラマに等しいものだということもできよう」と書いた。

## 代表作
レーゼドラマの代表作として、ミュッセの『戯れに恋はすまじ』（1834年）が挙げられよう。『ヴェネツィアの夜』の初演が不評だったミュッセはその後、読まれるための戯曲を志向し、前掲作も収められた戯曲集は『肘掛椅子の中での観物』と名づけられた。ここに収められている戯曲には多すぎる場面転換などの実演上困難な仕掛けがあり、これは文学的な必然性のみからなされたのではなく、かつての不評から観客に不信感を抱いたミュッセがわざと上演の障害をもうけたためだと見る向きもある。しかし、「上演不可能に書かれている」ということは、レーゼドラマの必要条件ではない。
他には、ジョン・ミルトンによる『闘士サムソン』（1671年）、ドゥニ・ディドロの『運命論者ジャックとその主人』、太宰治の『新ハムレット』（1941年）、ゲーテの『ファウスト』（1808年 - 1833年、とくに二部）、シラーの『群盗』、フローベールの『聖アントワーヌの誘惑』、北村透谷の『蓬莱曲』などが、その例にあたる。トーマス・ハーディの『覇王たち』も叙事詩劇などと呼ばれた。

## 英国ロマン主義とクローゼット・ドラマ
クローゼット・ドラマは、”ロマン主義の時代”と呼ばれる18世紀末から19世紀前半にかけてのイギリスにおいては、特に詩人によって好まれ、数多くの作品が生まれた。「読むための戯曲」はさまざまな時代と地域で書かれてきたが、一つのムーブメントと呼べるほどに多く書かれたのは、英国ロマン主義時代であろう。バイロンやパーシー・シェリー、ジョアンナ・ベイリーらがこの時期の「クローゼット・ドラマ」作家の代表的存在とされるが、ベイリーは上演されることを望んでいたともいう。

### 主な作品
- 『マンフレッド』（バイロン、1817年）
- 『鎖を解かれたプロメテウス』（シェリー、1820年）

### 参考書籍
- 『Closet Stages』（キャサリン・B・バロウズ・著 ISBN 978-0812233933）･･････"Joanna Baillie and the Theater Theory of British Romantic Women Writers"（ジョアンナ・ベイリーと英国ロマン主義女性作家の演劇理論）なる副題が付いている。後出のトーマス・C・クロチュニスによると、この本でバロウズは、「クローゼット」という語の意味を詳細に検討していくことによって、女性作家の戯曲作法や演劇理論の歴史において、クローゼット・ドラマが実演用戯曲の単なる対概念ではなかったということを示しているそうだ。（外部リンク参照）
- 『Closet Performances』（マイケル・シンプソン・著　ISBN 978-0804730952）……"Political Exhibition and Prohibition in the Dramas of Byron and Shelley"なる副題が付いている。バイロンとシェリーのクローゼット・ドラマについての研究書。著者シンプソンは、ゴールドスミス・カレッジで講義している。

## レーゼドラマの上演
レーゼドラマとして書かれながら上演された例として、星新一の『にぎやかな部屋』（新潮社・刊）が挙げられる。文庫版の後書きに、小説家を含む人気作家たちに書き下ろしの戯曲を書かせるという出版社の企画(書き下ろし新潮劇場)を受けて自らの戯曲への適性に半信半疑のまま筆を執った星が、上演許可の依頼に対して「あれは読み物として書いたのだから、止めたほうがよい」と思いつつも承諾し、初演は酷かったらしいが再演はまずまずの出来と評価した、という旨が記されている。
その他の主な例として、イプセンの『ペール・ギュント』（1867年、初演1876年）、バイロンの『マンフレッド』（初演1824年）、太宰の『新ハムレット』などが挙げられる。
オスカー・ワイルドの『サロメ』（1891年刊）も、レーゼドラマとみなされる場合もある。西村孝次による訳書（新潮文庫）の解説でも、「劇の額縁にはめこまれた散文詩」と呼ばれている。戯曲としてはパリで1896年に初演された。しかし後に「内容が冒涜的だ」とされたイギリスでは1931年まで上演禁止令が出されたこともあり、演劇的成功にはなかなか結びつかなかった。その後、1905年にドイツ語訳をもとにしたリヒャルト・シュトラウス作曲のオペラがドレスデンで上演され、こちらは成功した（サロメ (オペラ) 参照）。

## 日本における近作
武田泰淳の短編小説『ひかりごけ』は一風変わった文体を採っている。この小説を3つに分けるとすると、一つが随筆に似たようなもの、残りが戯曲形式のもの、となっている。ただし、作者は2つの戯曲風部分について『読む戯曲』として表現した、読者がこの上演不可能な『戯曲』の演出者になりきって欲しい旨を作中に述べている。
五木寛之の『蓮如－われ深き淵より－』(中央公論、1998年)は、戯曲体で執筆された文芸作品である。文庫版には巻末に文芸評論家の三浦雅士との対談が収録されており、対話中にレーゼドラマという言葉も出てくる。
可能涼介が、レーゼドラマという言葉こそ使っていないものの、上演を無視した戯曲「頭脳演劇」を標榜している。
鯨統一郎の『mornig girl』も、レーゼドラマのスタイルの文芸である。
藤沢文翁による藤沢朗読劇は、従来のレーゼドラマに炎や爆発といった特殊効果を使用するショーの要素を加えており、それはアニメ史上初の朗読劇からアニメ化するなどメディアミックス展開をしている。

## 部分的レーゼドラマ
小説の中に部分的に戯曲形式が入る文学作品もある。古典的名作の中では、メルヴィル『白鯨』、ジョイス『ユリシーズ』、ブロッホ『夢遊の人々』、フォークナー『尼僧への鎮魂歌』、ピンチョン『重力の虹』などである。最近の作品ではチャート・コープチッティの『時』やクレメンス・J・ゼッツの『インディゴ』がある。第1回日本ファンタジーノベル大賞優秀賞の山口泉『宇宙のみなもとの滝』も同様である。
ドストエフスキー『カラマーゾフの兄弟』には、作中でイヴァン・カラマーゾフという登場人物が書いた劇詩『大審問官』を弟のアリョーシャに語って聞かせるくだりがあるが、そこは戯曲形式ではない。しかし、松岡正剛は『大審問官』をレーゼドラマと呼んだ。